# Great Tosson and Rye Hill

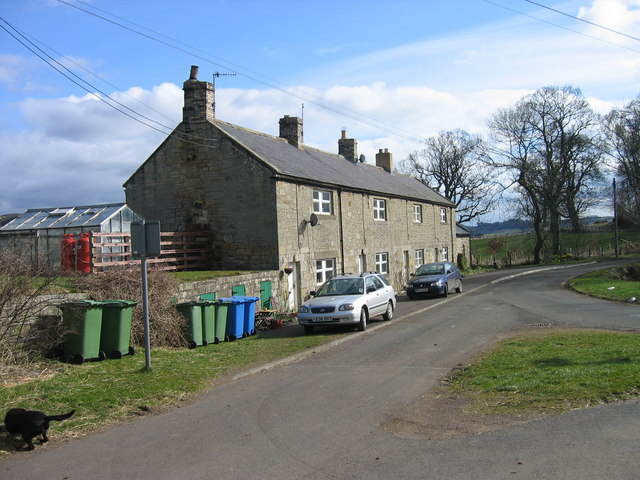
Ryehill

Great Tosson and Rye Hill var en civil parish 1866–1889 när det uppgick i Tosson och Hepple, i grevskapet Northumberland i England. Civil parish var belägen 4 km från Rothbury och hade 121 invånare år 1881. Det inkluderade Great Tosson.